# Хиподамија
Хиподамија (грч. Ιπποδάμεια, лат. Hippodamia) је име неколико женских ликова из грчке митологије, као и две краљевске кћерке.

## Митологија

### Хиподамија кћерка краља Еномаја
Хиподамија је била кћерка елидског краља Еномаја и жена јунака Пелопа. Еномај је био против удаје своје кћерке јер је из ранијих пророчанствава дознао да ће за његову смрт бити одговоран његов зет. Због тога је, сваког ко би затражио руку његове кћерке, изазвао на трку брзих коњских запрега, уз један услов - победник може убити пораженог. Како су коњи краља Еномаја, које је добио од свог оца бога рата Ареса, били најбржи коњи на свету, он је сваку трку добијао. Пелоп је, знајући за то, од бога мора и ствараоца коња Посејдона набавио брже коње, а и подмитио је Еномајовог кочијаша Миртила који је разлабавио клинове на колима свог краља. У току трке распала су се кола Еномаја и он је погинуо, па се Хиподамија удала за Пелопа и са њим имала неколико потомака, а најславнији су били микенски краљеви Атреј и Тијест.

### Хиподамија кћерка краља Бута
Хиподамија је била кћерка краља Бута, а удала се за Пиритоја, краља Лапита. На њеној свадби је дошло до обрачуна кентаура и Лапита у којој су изгинули готово сви кентаури.